# Georgenstraße 2 (Planegg)

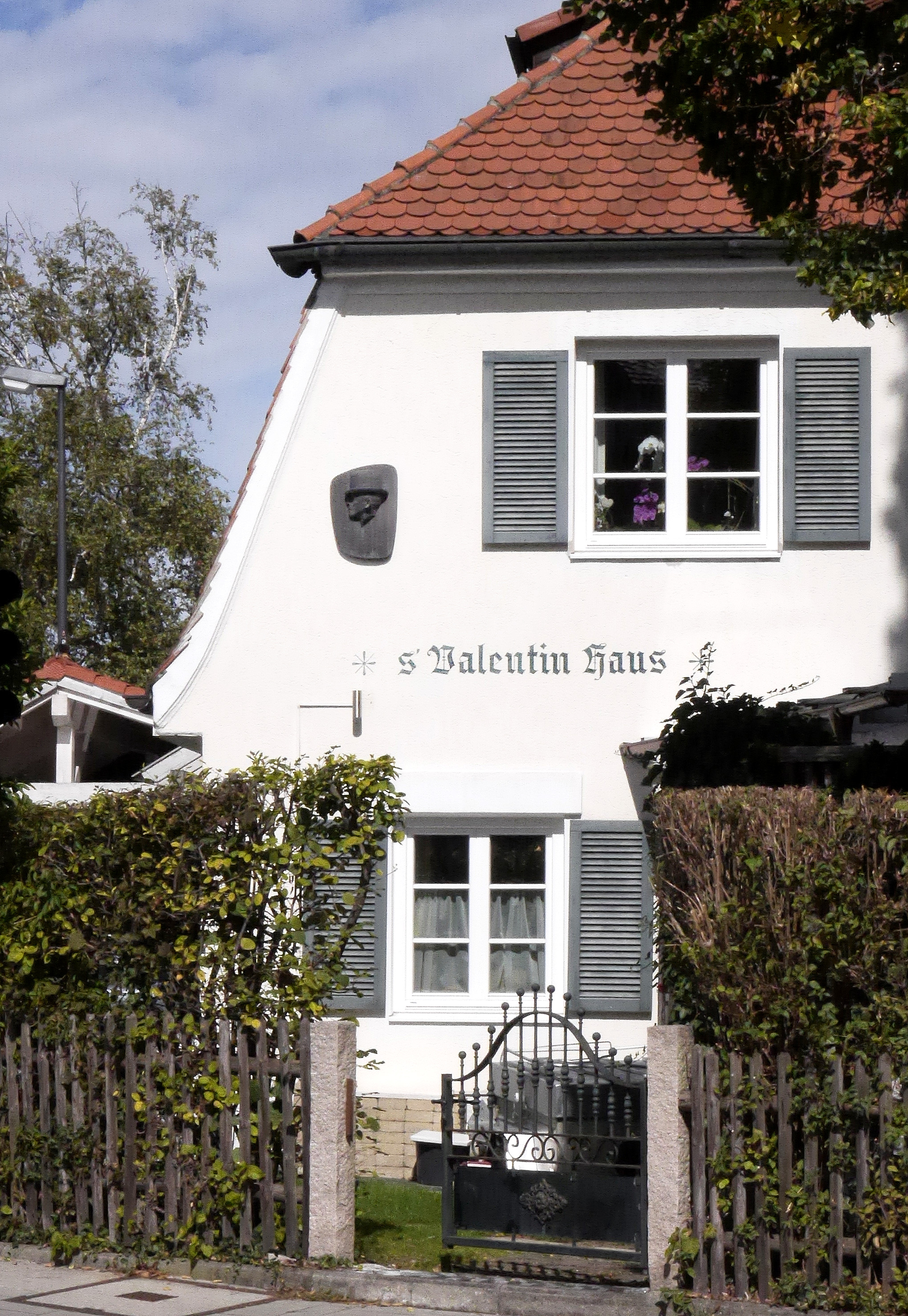
Ansicht von Süden

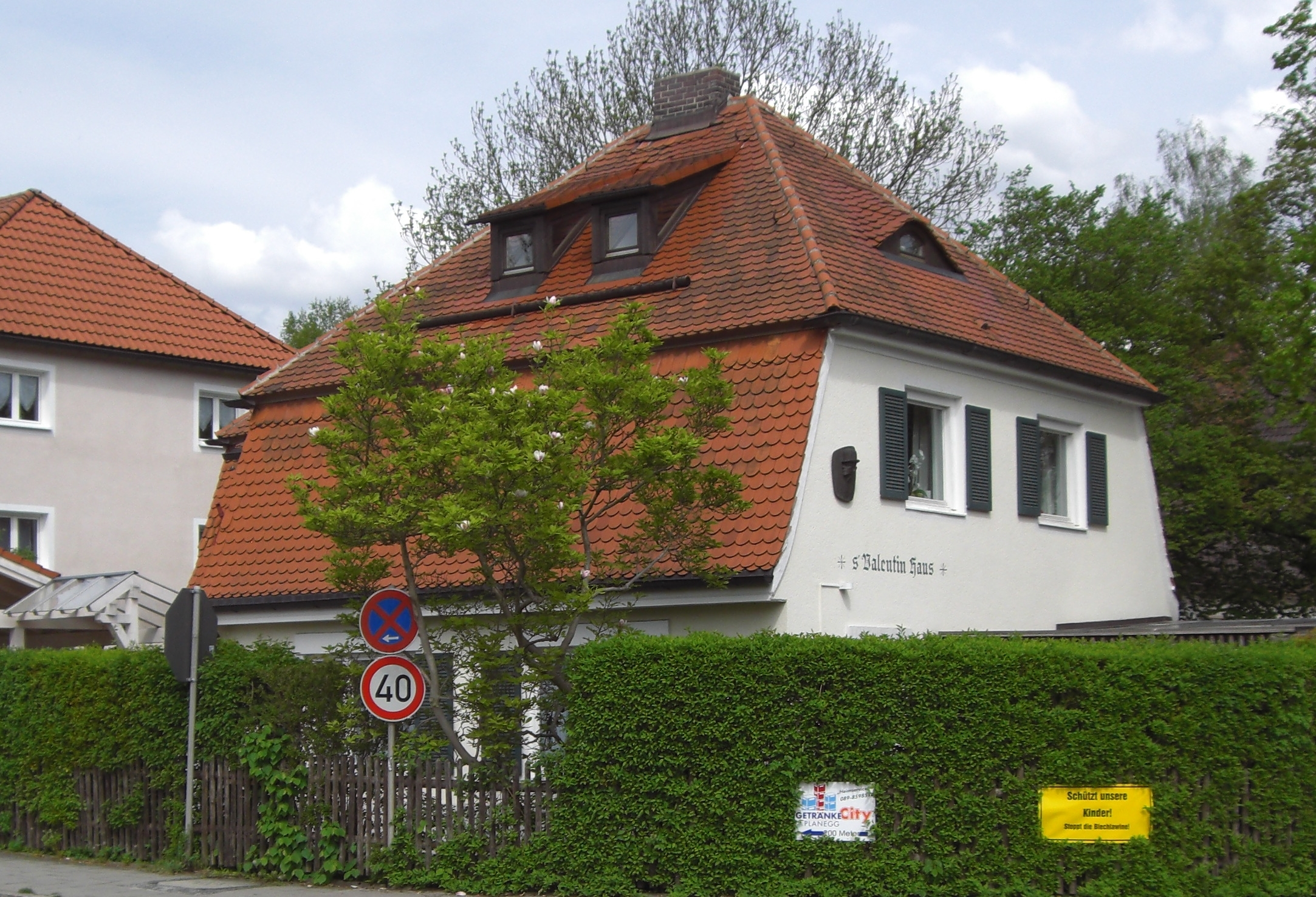
Ansicht von Westen

Das Haus Georgenstraße 2 in der oberbayerischen Gemeinde Planegg im Landkreis München ist ein Wohngebäude. Nach seinem früheren Bewohner Karl Valentin wird es auch Valentinhaus genannt. Das Bauwerk ist als Baudenkmal in die Bayerische Denkmalliste eingetragen.

## Lage
Das Haus liegt im Ortszentrum von Planegg an der Einmündung der Georgenstraße in die Germeringer Straße, etwa 50 Meter westlich der Würm.

## Geschichte
Das Gebäude wurde 1919 errichtet. 1924 erwarb der Münchner Volksschauspieler Karl Valentin (1882–1948) das Haus als Altersruhesitz. Als in den letzten Kriegsjahren Luftangriffe München bedrohten, verließ er seine Wohnung in der Stadt und zog hierher. Dort lebte er bis zu seinem Tod am Rosenmontag des Jahres 1948.

## Beschreibung
Das eingeschossige Gebäude hat einen Grundriss von etwa 11 × 9 Metern und trägt ein Mansarddach mit Halbwalm. Der Nordseite ist ein etwa 2 Meter tiefer und 7 Meter breiter Anbau mit Walmdach bündig mit der Ostseite vorgesetzt. An die Südostecke ist ein gläserner Wintergarten angebaut.